# Mestall

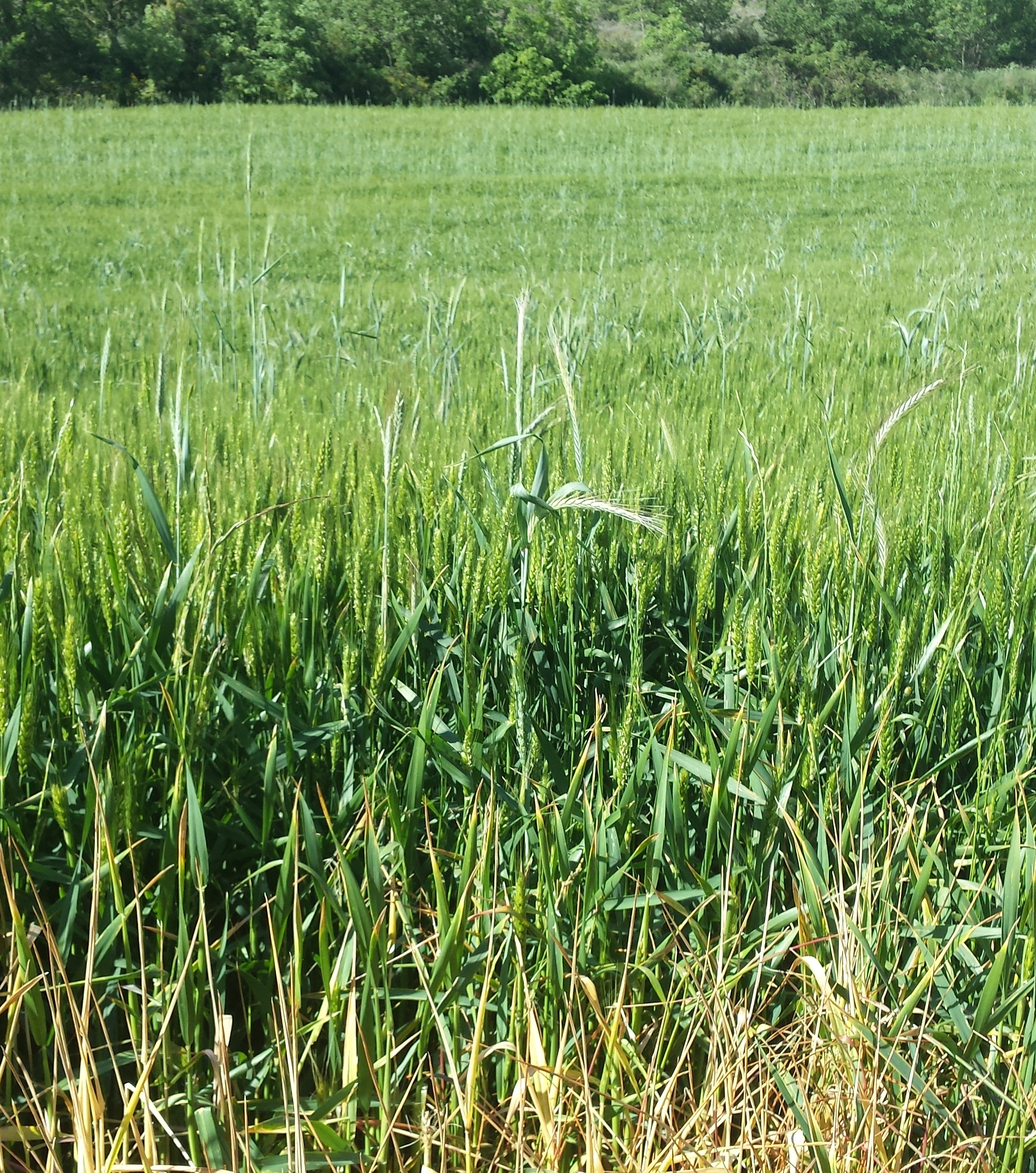
El sègol es fa més alt que el blat en el mestall

El mestall és una mescla sembrada de diferents espècies de cereals o bé de cereals i lleguminoses, especialment de blat i faves, ordi amb veça, ray-grass amb trèvol o amb festuca, etc.
Ha donat lloc al topònim Mestalla i a la coca de mestall.
Sobretot és una mescla de blat i sègol (mestall segalòs) o bé de blat i ordi (mestall ordiós).
Aquesta mescla estava molt estesa i el pa que s'obtenia del mestall era el més consumit en els ambients rurals.
A Sentmenat, al segle xviii, el mestall era el segon en la rotació de conreus que constava de blat, mestall, espelta i civada.